# Franz Stetter
Franz Stetter (* 6. Mai 1938 in Stuttgart) ist ein deutscher Informatiker.

## Leben
Stetter studierte nach seinem Abitur am Kolleg St. Blasien (1948–1957) von 1957 bis 1962 Mathematik und Physik an der Eberhard Karls Universität Tübingen und Ludwig-Maximilians-Universität München; 1962 absolvierte er sein Staatsexamen. 1966 wurde er mit der mathematischen Arbeit über die Fehlerabschätzungen für Runge-Kutta-Verfahren an der Universität Tübingen bei Karl Zeller und Hartmut Ehlich promoviert.
Von 1963 bis 1967 war er Wissenschaftlicher Mitarbeiter am Rechenzentrum der Universität Tübingen. Nach einem Forschungsaufenthalt am Argonne National Laboratory, Argonne/Illinois (1967/68) und einer Wissenschaftlicher Assistent am Rechenzentrum der Universität Tübingen (1968) war er von 1969 bis 1975 für die Betriebssystementwicklung BS3 für TR 440 bei Telefunken bzw. bei der Computer Gesellschaft Konstanz tätig.
1975 erhielt er einen Ruf auf den Lehrstuhl für Informatik an der Fernuniversität Hagen, 1984 wechselte er auf den Lehrstuhl für Praktische Informatik I an der Universität Mannheim. Stetter war langjähriger Studiendekan der Fakultät für Mathematik und Informatik. 2003 wurde er emeritiert.
Franz Stetter ist verheiratet und hat drei Kinder. Er ist seit 1957 Mitglied der katholischen Studentenverbindung A.V. Cheruskia Tübingen und der K.D.St.V. Bodensee Konstanz im CV.

## Wirken
Franz Stetter hat zahlreiche wissenschaftliche Arbeiten publiziert. Sein Werk „Softwaretechnologie“ mit 17 Kurseinheiten ist Standardwerk der Hochschullehre. Wissenschaftliche Schwerpunkte von Stetter waren
- Untersuchung von Kommunikationsverfahren in regelmäßigen Netzen
- HBBS – Ein hierarchisches Blackboard-System für den Verteilten Entwurf
- Expertensystemgestütztes Reverse Engineering
- Parallelität in Basic LOTOS
- Computer gestütztes Prototyping mit Hilfe natürlichsprachlicher Spezifikationen

Stetter ist Mitglied der Fachgruppe Metriken der Gesellschaft für Informatik und Beiratsmitglied der Universitätsprofessorinnen und -professoren in der Gesellschaft für Informatik.
Neben seinen Beiträgen im Bereich der Informatik hat Franz Stetter in zwei umfangreichen Werken die genealogische Vergangenheit seiner Familie erforscht und circa 10.000 Daten in einer entsprechenden Online-Datenbank erfasst.

## Schriften
- Softwaretechnologie – Eine Einführung., BI-Wissenschaftsverlag Mannheim 1987 4. überarb. Auflage ISBN 3-411-03162-X
- Programmierung, BI-Wissenschaftsverlag, Mannheim 1986, ISBN 3-411-03116-6, gemeinsam mit H. Balzert
- Grundbegriffe der Theoretischen Informatik, Springer Heidelberg 1988, ISBN 3-540-19362-6
- Knowledge representation and relation nets, Kluwer Academic Publishers Boston 1999, ISBN 0-7923-8517-9, zusammen mit A. E. Geldenhuys und H. O. van  Rooyen
- Modelling knowledge systems using relation nets and hypernets, ebooks 2004

### Genealogie
- Lustenauer Sippenbuch – Von den Anfängen bis zum Ende des 18. Jahrhunderts, Roderer Verlag, Regensburg 1995, ISBN 3-89073-843-5
- Lustenauer Sippenbuch – Von den Anfängen bis zur Mitte des 19. Jahrhunderts, Federsee-Verlag, Bad Buchau 2000, ISBN 3-925171-46-0